# 엘런 토니 화이트
엘런 토니 화이트(영어: Ellen Toni White, 1989년 5월 9일 ~ )는 잉글랜드의 여자 축구 선수이다. 포지션은 공격수이며 현재 잉글랜드 FA 여자 슈퍼리그의 맨체스터 시티 WFC 소속이다.

## 클럽 경력
엘런 화이트의 아버지인 존 화이트(Jon White)가 에일즈베리에서 축구 아카데미 '미니 덕스'(Mini Dux)를 운영했기 때문에 어린 시절부터 축구 선수로 활동했다. 8세 시절에는 아스널로부터 스카우트되었고 2005년에 첼시에 입단하면서 FA 여자 프리미어리그 무대에 데뷔했다.
2008년 6월에는 리즈 카네기(현재의 리즈 유나이티드)로 이적했지만 십자 인대 부상으로 인해 출전 기회는 적은 편이었다. 하지만 2010년 2월에 열린 에버턴과의 FA 여자 프리미어리그컵 결승전 경기에서 2골을 기록하면서 리즈 카네기의 FA 여자 프리미어리그컵 우승에 기여했다.
2010년 7월에는 재정 위기에 처한 리즈 카네기를 떠나서 아스널로 이적했고 2013년에는 노츠 카운티로 이적했다. 2014 FA 여자 슈퍼리그 시즌은 전방 십자 인대 부상으로 인해 참가하지 못했지만 2015년 1월에 재활 훈련을 통해 복귀했다. 2017년에는 버밍엄 시티로 이적했고 2019년 5월에는 맨체스터 시티로 이적했다.

## 국가대표 경력
엘런 화이트는 잉글랜드 여자 U-17, U-19, U-20, U-23 축구 국가대표팀 선수로 활약했으며 2010년 3월에 열린 오스트리아와의 2011년 FIFA 여자 월드컵 유럽 지역 예선 홈 경기에 처음 출전하면서 잉글랜드 여자 축구 국가대표팀 선수로 데뷔했다.
3차례의 FIFA 여자 월드컵(2011년, 2015년, 2019년)과 2차례의 UEFA 유럽 여자 축구 선수권 대회(2013년, 2017년)에 참가했다. 특히 일본과의 2011년 FIFA 여자 월드컵 조별 예선 경기에서 기록한 엘런 화이트의 골은 영국방송공사(BBC)로부터 "놀라운 골"이라는 평가를 받았다. 2012년 런던 하계 올림픽에서는 영국 여자 축구 국가대표팀의 일원으로 참가했다.
UEFA 여자 유로 2013에서는 스웨덴과의 조별 예선 경기에서 1골을 기록했지만 잉글랜드는 해당 대회의 조별 예선에서 1무 2패로 탈락하고 만다. UEFA 여자 유로 2017에서는 스코틀랜드와의 조별 예선 경기에서 1골을 기록했다. 2019년 FIFA 여자 월드컵에서는 스코틀랜드와의 조별 예선 경기, 일본과의 조별 예선 경기, 카메룬과의 16강전 경기, 노르웨이와의 8강전 경기, 미국과의 준결승전 경기에서 총 6골을 기록했고 해당 대회의 브론즈슈를 수상했다.

## 수상

### 클럽
리즈 유나이티드
- FA 여자 프리미어리그컵 우승 1회 (2010)

아스널
- FA 여자 슈퍼리그 우승 2회 (2011, 2012)
- FA 여자컵 우승 2회 (2011, 2013)
- FA 여자 슈퍼리그컵 우승 3회 (2011, 2012, 2013)

### 국가대표
- 2007년 UEFA U-19 여자 축구 선수권 대회 준우승
- 2013년 키프로스컵 우승
- 2015년 FIFA 여자 월드컵 3위
- 2019년 시빌리브스컵 우승

### 개인
- 2011년 잉글랜드 올해의 여자 축구 선수 수상
- 2018년 잉글랜드 올해의 여자 축구 선수 수상
- 2019년 FIFA 여자 월드컵 브론즈슈 수상